# Xã Sherwood, Michigan
Xã Sherwood (tiếng Anh: Sherwood Township) là một xã thuộc quận Branch, tiểu bang Michigan, Hoa Kỳ. Năm 2010, dân số của xã này là 2.094 người.